# David Kirkwood (Politiker)

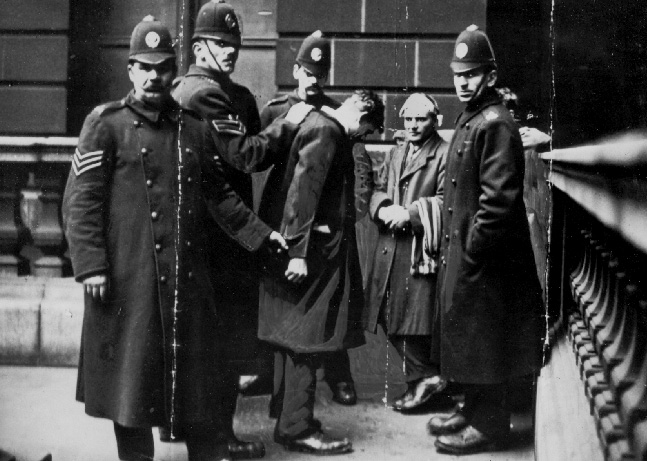
David Kirkwood bei seiner Verhaftung 1919

David Kirkwood, 1. Baron Kirkwood PC JP (* 8. Juli 1872; † 16. April 1955) war ein britischer Politiker.

## Leben
Kirkwood wurde 1872 als Sohn von John Kirkwood und dessen Ehefrau Jean, geborene Brown, geboren. Er besuchte die Parkhead Public School in Glasgow. Am 30. Juni 1899 ehelichte er Elizabeth Smith, mit der er sechs Kinder zeugte, vier Söhne und zwei Töchter. Zu Zeiten des Ersten Weltkriegs war Kirkwood Mitglied der sozialistischen Bewegung und gehörte 1916 zu den Anführen der Proteste gegen die Mieterhöhungen. In diesem Zusammenhang wurde er ebenso festgenommen, wie bei seiner anführenden Beteiligungen an den auch als „Bloody Friday“ bezeichneten Aufständen in Glasgow 1919, an denen 60.000 Personen teilnahmen.
1935 fungierte Kirkwood als Justice of the Peace in Glasgow und wurde 1948 in das Privy Council eingeführt. 1951 wurde Kirkwood zum 1. Baron Kirkwood, of Bearsden erhoben. Er verstarb 1955 im Alter von 82 Jahren.

## Politischer Werdegang
Der gewerkschaftlich engagierte Kirkwood gehörte zur Führungsebene des Clyde Workers’ Committee. Er war zunächst Mitglied der Independent Labour Party, wurde jedoch 1932 aus der Partei im Zuge der Aufkündigung der Kooperation mit der Labour Party, welche Kirkwood nicht mittrug, ausgeschlossen. Er schloss sich der neugegründeten Scottish Socialist Party an, in der sich zahlreiche ehemalige ILP-Mitglieder versammelten, welche weiter mit der Labour Party zusammenarbeitete.
Von 1918 bis 1922 war Kirkwood Mitglied des Glasgower Stadtrats. Bei den Unterhauswahlen 1918 kandidierte er als Kandidat der Labour Party im Wahlkreis Dumbarton Burghs. Er verpasste das Mandat jedoch gegen den Liberalen Taylor. Bei den Wahlen 1922 gewann er schließlich im selben Wahlkreis und zog in der Folge erstmals in das britische Unterhaus ein. Kirkwood verteidigte sein Mandat bei den folgenden Wahlen 1923, 1924, 1929, 1931, 1935 sowie 1945. Im Zuge der Wahlkreisrevision im Vorfeld der Unterhauswahlen 1950 wurde der Wahlkreis Dumbarton Burghs aufgelöst. Kirkwood trat daher im neugeschaffenen Wahlkreis East Dunbartonshire an. Mit einem Stimmenanteil von 52,7 % setzte er sich abermals durch. Zu den folgenden Wahlen 1951 trat er nicht mehr an. Das Mandat ging an den Labour-Kandidaten Cyril Bence. Insgesamt sind 5832 Wortbeiträge Kirkwoods im Parlament registriert.

## Werke
- My Life of Revolt, 1935